# آلیس اسپرینگز
آلیس اسپرینگز (به انگلیسی: Alice Springs)‎/ˌælɪs ˈsprɪŋz/‎ نام شهرکی در مرکز قلمرو شمالی می‌باشد. این شهرک سومین منطقه پرجمعیت قلمرو شمالی نیز محسوب می‌شود. این شهرک در زبان عامیانه آلیس نیز گفته می‌شود. بر اساس آمارهای سال ۲۰۰۸ جمعیت این شهرک ۲۷٬۰۰۰ نفر برآورد شده است که ۱۲ درصد از جمعیت قلمرو شمالی را شامل می‌شود. این شهرک در ارتفاع ۵۷۶ متری از سطح دریا قرار دارد و آب و هوایی خشک دارد که حداکثر دمای این منطقه در تابستان ۳۵٫۶ درجه سانتیگراد می‌باشد. پارک ملی اولورا کاتا جوتا و پارک ملی واتارکا در این ناحیه قرار دارد که یکی از عمده منابع درآمدزایی مردم این منطقه، در اثر سفر گردشگران می‌باشد. در ژانویه ۲۰۰۵ شهر ولسوالی پغمان افغانستان به عنوان شهر خواهر خوانده آلیس اسپرینگز تعیین شد.

## آب و هوا

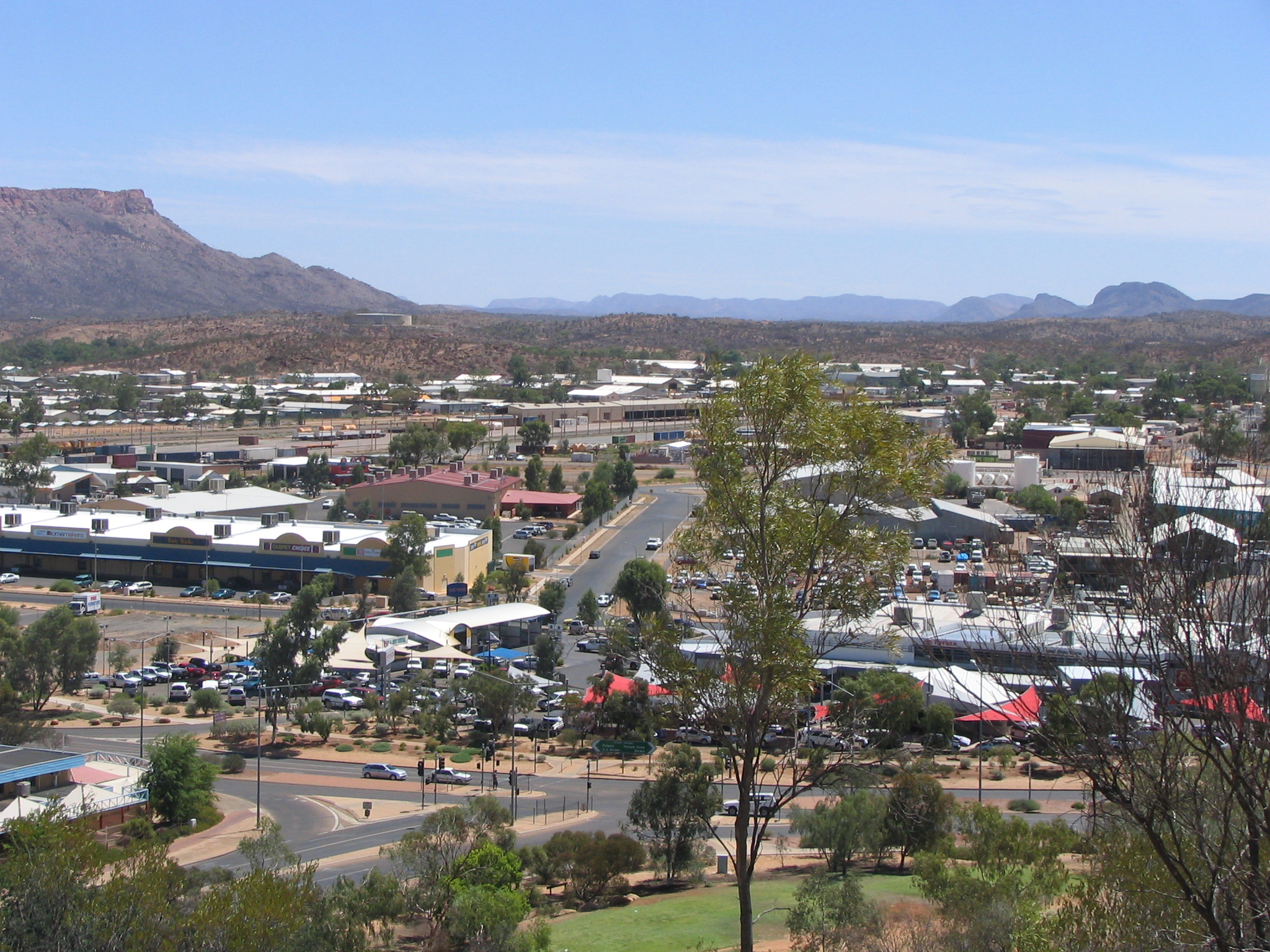

| داده‌های اقلیم آلیس اسپرینگز            | داده‌های اقلیم آلیس اسپرینگز | داده‌های اقلیم آلیس اسپرینگز | داده‌های اقلیم آلیس اسپرینگز | داده‌های اقلیم آلیس اسپرینگز | داده‌های اقلیم آلیس اسپرینگز | داده‌های اقلیم آلیس اسپرینگز | داده‌های اقلیم آلیس اسپرینگز | داده‌های اقلیم آلیس اسپرینگز | داده‌های اقلیم آلیس اسپرینگز | داده‌های اقلیم آلیس اسپرینگز | داده‌های اقلیم آلیس اسپرینگز | داده‌های اقلیم آلیس اسپرینگز | داده‌های اقلیم آلیس اسپرینگز |
| ماه                                    | ژانویه                      | فوریه                       | مارس                        | آوریل                       | مه                          | ژوئن                        | ژوئیه                       | اوت                         | سپتامبر                     | اکتبر                       | نوامبر                      | دسامبر                      | سال                         |
| -------------------------------------- | --------------------------- | --------------------------- | --------------------------- | --------------------------- | --------------------------- | --------------------------- | --------------------------- | --------------------------- | --------------------------- | --------------------------- | --------------------------- | --------------------------- | --------------------------- |
| سابقهٔ بیش‌ترین °C (°F)                  | ۴۹٫۲ (۱۲۱)                  | ۴۴٫۷ (۱۱۲)                  | ۴۲٫۲ (۱۰۸)                  | ۳۹٫۹ (۱۰۴)                  | ۳۵٫۰ (۹۵)                   | ۳۱٫۶ (۸۹)                   | ۳۱٫۶ (۸۹)                   | ۳۵٫۲ (۹۵)                   | ۳۸٫۸ (۱۰۲)                  | ۴۱٫۷ (۱۰۷)                  | ۴۳٫۰ (۱۰۹)                  | ۴۴٫۲ (۱۱۲)                  | ۴۹٫۲ (۱۲۱)                  |
| میانگین بیش‌ترین °C (°F)                | ۳۶٫۴ (۹۸)                   | ۳۵٫۰ (۹۵)                   | ۳۲٫۶ (۹۱)                   | ۲۸٫۲ (۸۳)                   | ۲۳٫۰ (۷۳)                   | ۱۹٫۸ (۶۸)                   | ۱۹٫۷ (۶۷)                   | ۲۲٫۶ (۷۳)                   | ۲۷٫۲ (۸۱)                   | ۳۰٫۹ (۸۸)                   | ۳۳٫۶ (۹۲)                   | ۳۵٫۴ (۹۶)                   | ۲۸٫۷ (۸۴)                   |
| میانگین کم‌ترین °C (°F)                 | ۲۱٫۵ (۷۱)                   | ۲۰٫۷ (۶۹)                   | ۱۷٫۵ (۶۴)                   | ۱۲٫۶ (۵۵)                   | ۸٫۲ (۴۷)                    | ۵٫۰ (۴۱)                    | ۴٫۱ (۳۹)                    | ۶٫۰ (۴۳)                    | ۱۰٫۳ (۵۱)                   | ۱۴٫۸ (۵۹)                   | ۱۷٫۸ (۶۴)                   | ۲۰٫۲ (۶۸)                   | ۱۳٫۲ (۵۶)                   |
| سابقهٔ کم‌ترین °C (°F)                   | ۱۰٫۰ (۵۰)                   | ۸٫۵ (۴۷)                    | ۶٫۱ (۴۳)                    | ۱٫۴ (۳۵)                    | −۲٫۷ (۲۷)                   | −۶٫۰ (۲۱)                   | −۷٫۵ (۱۹)                   | −۴٫۱ (۲۵)                   | −۱٫۰ (۳۰)                   | ۱٫۳ (۳۴)                    | ۳٫۵ (۳۸)                    | ۹٫۳ (۴۹)                    | −۷٫۵ (۱۹)                   |
| بارندگی میلی‌متر (اینچ)                 | ۳۸٫۸ (۱٫۵۳)                 | ۴۴٫۳ (۱٫۷۴)                 | ۳۲٫۴ (۱٫۲۸)                 | ۱۶٫۵ (۰٫۶۵)                 | ۱۸٫۸ (۰٫۷۴)                 | ۱۴٫۰ (۰٫۵۵)                 | ۱۵٫۲ (۰٫۶)                  | ۹٫۳ (۰٫۳۷)                  | ۸٫۵ (۰٫۳۳)                  | ۲۱٫۷ (۰٫۸۵)                 | ۲۸٫۹ (۱٫۱۴)                 | ۳۷٫۱ (۱٫۴۶)                 | ۲۸۵٫۹ (۱۱٫۲۶)               |
| میانگین روزهای بارانی                  | ۴٫۷                         | ۴٫۷                         | ۳٫۳                         | ۲٫۱                         | ۳٫۱                         | ۲٫۸                         | ۲٫۷                         | ۲٫۰                         | ۲٫۳                         | ۴٫۶                         | ۵٫۶                         | ۵٫۷                         | ۴۳٫۶                        |
| درصد رطوبت                             | ۲۲                          | ۲۵                          | ۲۴                          | ۲۶                          | ۳۳                          | ۳۵                          | ۳۲                          | ۲۵                          | ۲۱                          | ۱۹                          | ۱۹                          | ۲۱                          | ۲۵                          |
| میانگین روزانه ساعت‌های تابش آفتاب      | ۳۱۹٫۳                       | ۲۷۴٫۴                       | ۲۹۷٫۶                       | ۲۸۵٫۰                       | ۲۶۳٫۵                       | ۲۵۲٫۰                       | ۲۸۲٫۱                       | ۳۰۳٫۸                       | ۳۰۰٫۰                       | ۳۱۰٫۰                       | ۳۰۳٫۰                       | ۳۱۰٫۰                       | ۳٬۵۰۰٫۷                     |
| منبع: Australian Bureau of Meteorology |                             |                             |                             |                             |                             |                             |                             |                             |                             |                             |                             |                             |                             |